# Шакір Ансарі
Шакір Ансарі (фр. Chakir Ansari; нар. 22 червня 1991, Клермон-Ферран, департамент Пюї-де-Дом, Овернь) — французький та марокканський борець вільного стилю, чемпіон, срібний та дворазовий бронзовий призер чемпіонатів Африки, бронзовий призер Африканських ігор, учасник Олімпійських ігор.

## Життєпис
Боротьбою почав займатися з 2000 року. До 2014 року виступав за збірну Франції. З 2015 почав представляти Марокко.
Виступав за спортивний клуб Clermont-FD ASM. Тренери — Рудольф Крейцер (з 2000), Хассан Ранграз (з 2014).

## Спортивні результати на міжнародних змаганнях

### Виступи на Олімпіадах
| Змагання                    | Збірна  | Вагова категорія          | Місце |
| --------------------------- | ------- | ------------------------- | ----- |
| Літні Олімпійські ігри 2016 | Марокко | вільна боротьба, до 57 кг | 13    |

### Виступи на Чемпіонатах світу
| Змагання                        | Збірна  | Вагова категорія          | Місце |
| ------------------------------- | ------- | ------------------------- | ----- |
| Чемпіонат світу з боротьби 2015 | Марокко | вільна боротьба, до 57 кг | 32    |
| Чемпіонат світу з боротьби 2017 | Марокко | вільна боротьба, до 57 кг | 25    |
| Чемпіонат світу з боротьби 2019 | Марокко | вільна боротьба, до 57 кг | 24    |
| Чемпіонат світу з боротьби 2021 | Марокко | вільна боротьба, до 61 кг | 23    |

### Виступи на Чемпіонатах Європи
| Змагання                         | Збірна  | Вагова категорія          | Місце |
| -------------------------------- | ------- | ------------------------- | ----- |
| Чемпіонат Європи з боротьби 2012 | Франція | вільна боротьба, до 55 кг | 16    |

### Виступи на Чемпіонатах Африки
| Змагання                         | Збірна  | Вагова категорія          | Місце  |
| -------------------------------- | ------- | ------------------------- | ------ |
| Чемпіонат Африки з боротьби 2015 | Марокко | вільна боротьба, до 57 кг | Бронза |
| Чемпіонат Африки з боротьби 2017 | Марокко | вільна боротьба, до 57 кг | Золото |
| Чемпіонат Африки з боротьби 2018 | Марокко | вільна боротьба, до 57 кг | 5      |
| Чемпіонат Африки з боротьби 2019 | Марокко | вільна боротьба, до 57 кг | Срібло |
| Чемпіонат Африки з боротьби 2020 | Марокко | вільна боротьба, до 61 кг | Бронза |

### Виступи на Африканських іграх
| Змагання              | Збірна  | Вагова категорія          | Місце  |
| --------------------- | ------- | ------------------------- | ------ |
| Африканські ігри 2019 | Марокко | вільна боротьба, до 57 кг | Бронза |

### Виступи на Кубках світу
| Змагання                    | Збірна  | Вагова категорія          | Місце |
| --------------------------- | ------- | ------------------------- | ----- |
| Кубок світу з боротьби 2020 | Марокко | вільна боротьба, до 57 кг | 19    |

### Виступи на Середземноморських чемпіонатах
| Змагання                                     | Збірна  | Вагова категорія          | Місце  |
| -------------------------------------------- | ------- | ------------------------- | ------ |
| Середземноморський чемпіонат з боротьби 2011 | Монако  | вільна боротьба, до 55 кг | 5      |
| Середземноморський чемпіонат з боротьби 2014 | Франція | вільна боротьба, до 57 кг | Золото |

### Виступи на Арабських чемпіонатах
| Змагання                            | Збірна  | Вагова категорія          | Місце  |
| ----------------------------------- | ------- | ------------------------- | ------ |
| Арабський чемпіонат з боротьби 2015 | Марокко | вільна боротьба, до 57 кг | Золото |

### Виступи на Іграх ісламської солідарності
| Змагання                          | Збірна  | Вагова категорія          | Місце |
| --------------------------------- | ------- | ------------------------- | ----- |
| Ігри ісламської солідарності 2017 | Марокко | вільна боротьба, до 57 кг | 7     |

### Виступи на інших змаганнях
| Змагання                                                        | Збірна  | Вагова категорія          | Місце  |
| --------------------------------------------------------------- | ------- | ------------------------- | ------ |
| Турнір міста Сассарі 2011                                       | Франція | вільна боротьба, до 55 кг | 13     |
| Henri Deglane Challenge 2011                                    | Франція | вільна боротьба, до 55 кг | Бронза |
| Турнір Дана Колова — Николи Петрова 2012                        | Франція | вільна боротьба, до 55 кг | 7      |
| Олімпійський кваліфікаційний турнір з боротьби 2012 (Гельсінкі) | Франція | вільна боротьба, до 55 кг | 11     |
| Henri Deglane Challenge 2012                                    | Франція | вільна боротьба, до 55 кг | 7      |
| Турнір Дана Колова — Николи Петрова 2013                        | Франція | вільна боротьба, до 55 кг | 8      |
| Турнір Чорного моря 2013                                        | Франція | вільна боротьба, до 55 кг | 5      |
| Henri Deglane Challenge 2013                                    | Франція | вільна боротьба, до 55 кг | Бронза |
| Золотий Гран-прі з боротьби 2014 (Париж)                        | Франція | вільна боротьба, до 57 кг | 5      |
| Турнір Яшара Догу 2015                                          | Марокко | вільна боротьба, до 57 кг | 21     |
| Кубок Тахті 2016                                                | Марокко | вільна боротьба, до 57 кг | 7      |
| Олімпійський кваліфікаційний турнір з боротьби 2016 (Алжир)     | Марокко | вільна боротьба, до 57 кг | Срібло |
| Меморіал Вацлава Циолковського 2016                             | Марокко | вільна боротьба, до 57 кг | 11     |
| Гран-прі Парижа з боротьби 2017                                 | Марокко | вільна боротьба, до 57 кг | 5      |
| Henri Deglane Challenge 2017                                    | Марокко | вільна боротьба, до 65 кг | 9      |
| Henri Deglane Challenge 2019                                    | Марокко | вільна боротьба, до 61 кг | 5      |
| Гран-прі Франції Анрі Деглана 2021                              | Марокко | вільна боротьба, до 57 кг | 11     |
| Олімпійський кваліфікаційний турнір з боротьби 2021             | Марокко | вільна боротьба, до 57 кг | Бронза |

### Виступи на змаганнях молодших вікових груп
| Змагання                                       | Збірна  | Вагова категорія          | Місце |
| ---------------------------------------------- | ------- | ------------------------- | ----- |
| Чемпіонат Європи з боротьби серед кадетів 2008 | Франція | вільна боротьба, до 50 кг | 8     |
| Чемпіонат Європи з боротьби серед юніорів 2009 | Франція | вільна боротьба, до 55 кг | 17    |
| Чемпіонат Європи з боротьби серед юніорів 2010 | Франція | вільна боротьба, до 55 кг | 8     |
| Чемпіонат світу з боротьби серед юніорів 2010  | Франція | вільна боротьба, до 55 кг | 12    |
| Чемпіонат Європи з боротьби серед юніорів 2011 | Франція | вільна боротьба, до 55 кг | 5     |
| Чемпіонат світу з боротьби серед юніорів 2011  | Франція | вільна боротьба, до 55 кг | 23    |